# Brick End
Brick End is een gehucht in het bestuurlijke gebied Uttlesford, in het Engelse graafschap Essex. Het maakt deel uit van de civil parish Broxted. Het gehucht ligt in het noordoostelijke verlengde van de luchthaven Stansted.